# Phellandrium mathioli
Phellandrium mathioli är en flockblommig växtart som beskrevs av Pietro Bubani. Phellandrium mathioli ingår i släktet Phellandrium och familjen flockblommiga växter. Inga underarter finns listade i Catalogue of Life.